# Jason David Frank

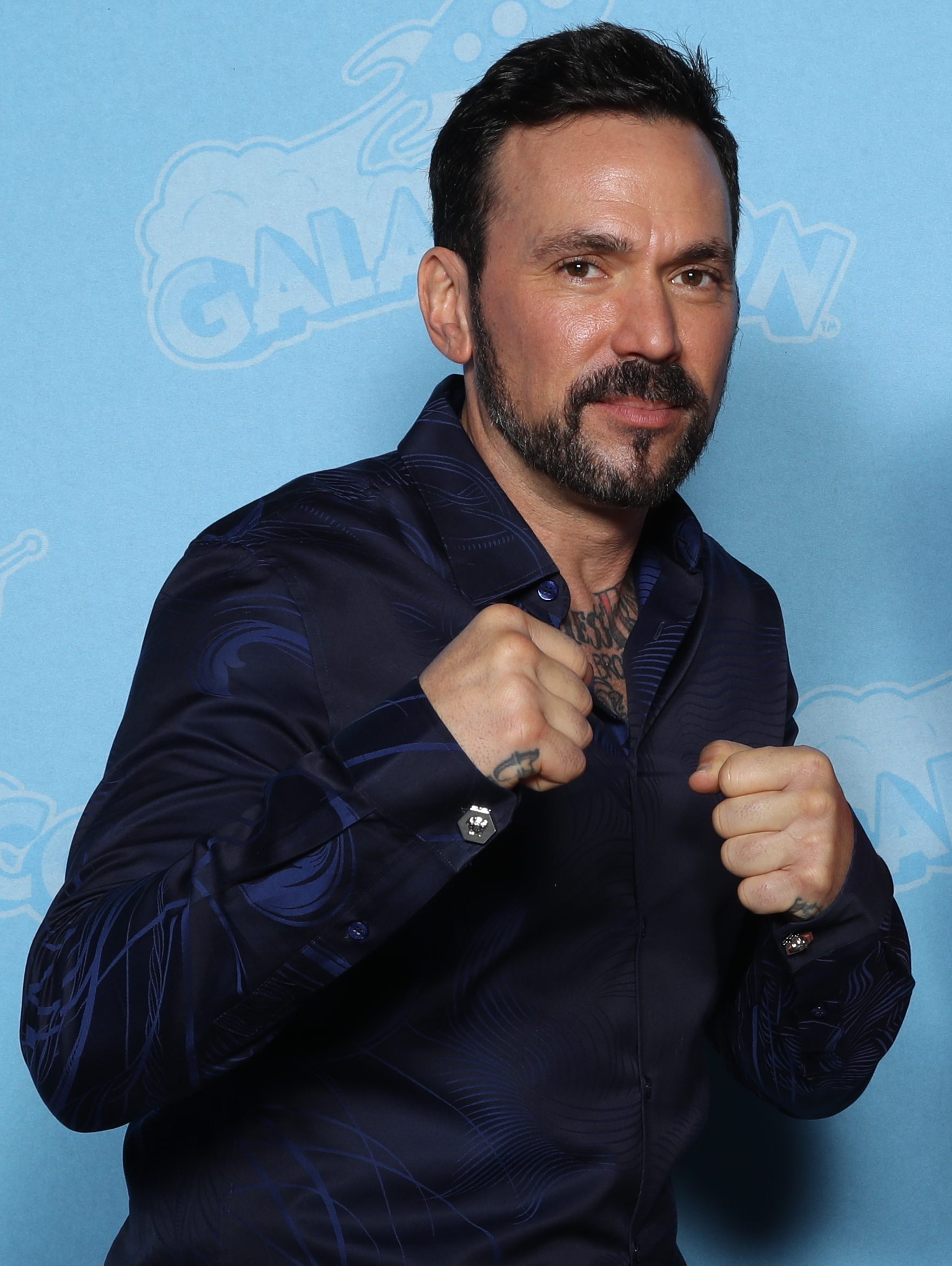
Jason David Frank, 2019

Jason David Frank (* 4. September 1973 in Covina, Kalifornien; † 19. November 2022 in Texas) war ein US-amerikanischer Schauspieler und professioneller Mixed Martial Artist. Er war vor allem bekannt für seine Rolle als Tommy Oliver im Power-Rangers-Franchise.

## Leben und Karriere

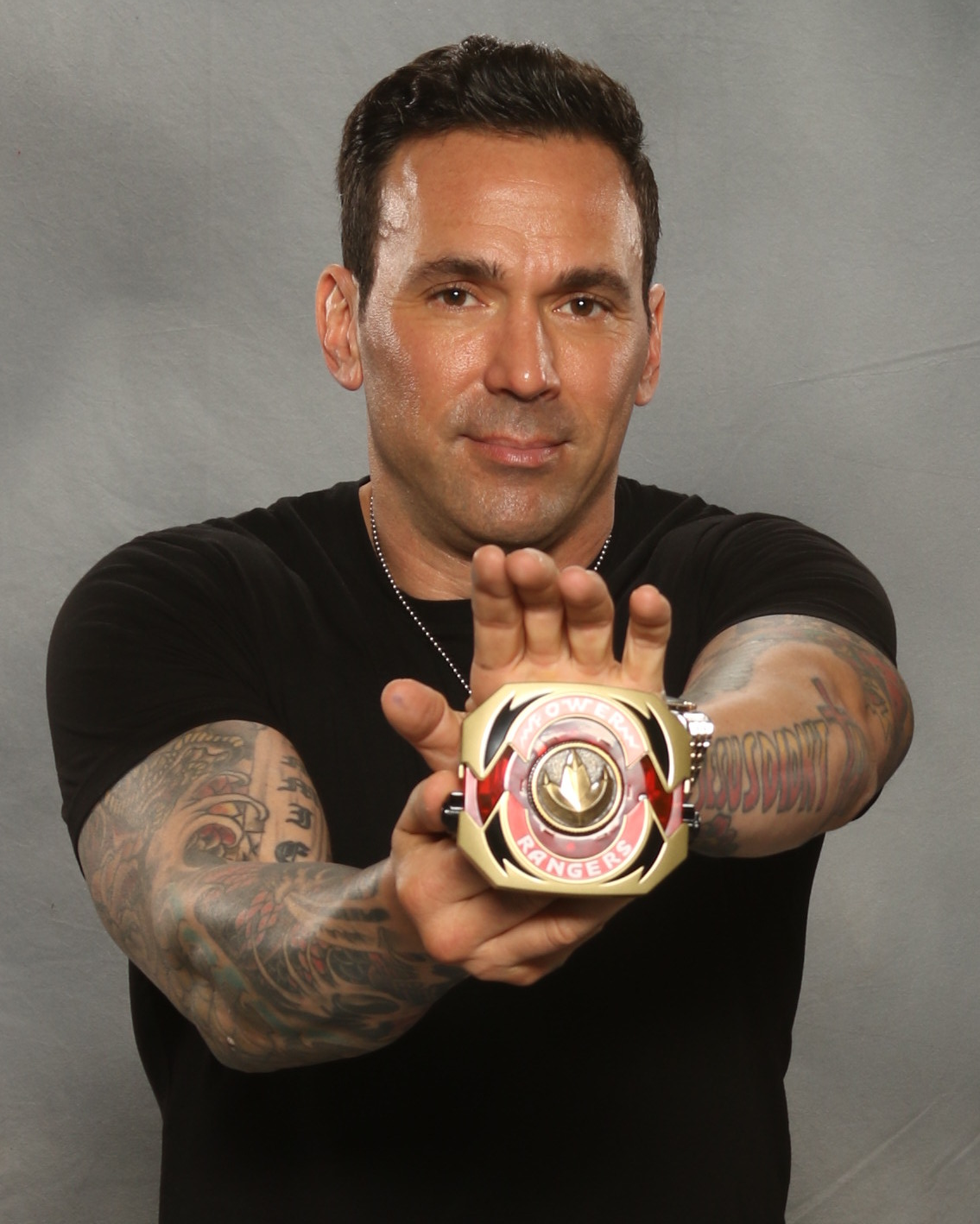
Jason David Frank auf der Raleigh Supercon 2017

Jason David Frank wurde am 4. September 1973 in Covina geboren.
Er wurde vor allem durch seine Rolle als Tommy Oliver in der Fernsehserie Power Rangers bekannt. In der ersten Staffel von Mighty Morphin Power Rangers wurde er als Grüner Ranger erst als Gegenspieler der Power Rangers vorgestellt. Er wandelte sich aber zum Guten und wurde einer der wichtigsten Charaktere der Serie. Als seine Kräfte nachließen, vollzog er einen Wandel zum Weißen Ranger und wurde in der zweiten und dritten Staffel zum Anführer der Gruppe. Nach Mighty Morphin Power Rangers schlüpfte er in Power Rangers Zeo (4. Staffel) und in Power Rangers Turbo (5. Staffel) in die Rolle des Roten Rangers. In Power Rangers Dino Thunder (12. Staffel) spielte er den Schwarzen Dino Ranger.
Im Juli 2019 startete auf Kickstarter.com eine Crowdfunding-Kampagne für den Film Legend Of The White Dragon, zu dem Frank, Johnny Yong Bosch, Jason Faunt, Ciara Hanna, Yoshi Sudarso, Chrysti Ane und Jenna Frank gehören.
Jason David Frank nahm sich am 19. November 2022 im Alter von 49 Jahren in einem Hotel im US-Bundesstaat Texas das Leben. Mit seiner zweiten Frau, von der er getrennt lebte, hatte er eine gemeinsame Tochter. Aus der ersten Ehe hinterlässt Frank noch drei weitere Kinder.

## Filmografie
Serien
- 1993–1996: Mighty Morphin Power Rangers (124 Folgen)
- 1994: Cybertron (Pilotfolge)
- 1996: Power Rangers Zeo (50 Folgen)
- 1996: Sweet Valley High (4 Folgen)
- 1996: Alle unter einem Dach (Family Matters, Folge: „Karate Kids“)
- 1997: Power Rangers Turbo (19 Folgen)
- 2000: Undressed – Wer mit wem? (Undressed, eine Folge)
- 2002: Power Rangers Wild Force (Folge: „Forever Red“)
- 2004: Power Rangers Dino Thunder (37 Folgen)
- 2014: Power Rangers Super Megaforce (Folge: „Legendary Battle“)
- 2014–2018: My Morphing Life (Webserie, 33 Folgen)
- 2017–2018: Transformers: Titans Return (Off-Sprecher, Webserie)
- 2018: Ninjak vs. the Valiant Universe (Webserie, 2 Folgen)
- 2018: Power Rangers Hyperforce (Webserie, 3 Folgen)
- 2018: Power Rangers Super Ninja Steel (Folge: „Dimensions in Danger“)
- 2018: We Bare Bears – Bären wie wir (We Bare Bears, Folge: „Imaginary Friend“)

Filme
- 1995: Power Rangers – Der Film (Mighty Morphin Power Rangers: The Movie)
- 1997: Turbo: A Power Rangers Movie
- 2003: Paris
- 2007: The Junior Defenders
- 2007: Fall Guy: The John Stewart Story
- 2010: The Blue Sun
- 2011: Crammed 2: Hoaching
- 2017: Power Rangers (Cameoauftritt)
- 2018: Power Rangers: Legacy Wars – Street Fighter Showdown
- 2018: Making Fun: The Story of Funko (Dokumentarfilm)

## Videospiele
- 1996: Piper
- 2019: Power Rangers: Battle for the Grid (Off-Sprecher)